# استنلی ویلسن
استنلی ویلسن (انگلیسی: Stanley Wilson؛ ۲۵ نوامبر ۱۹۱۷ – ۱۲ ژوئیهٔ ۱۹۷۰) یک موسیقی‌دان، آهنگساز، رهبر ارکستر و تنظیم‌کننده موسیقی اهل ایالات متحده آمریکا بود. وی بین سال‌های ۱۹۴۷ تا ۱۹۷۰ میلادی فعالیت می‌کرد. ویلسون «واقعاً برجسته‌ترین و به حق محبوب‌ترین رهبران موسیقی در بین تمام رهبران موسیقی فیلم» محسوب می‌شود.
از فیلم‌ها یا مجموعه‌های تلویزیونی که وی در آن‌ها نقش داشته است، می‌توان به ویرجینیایی‌ها اشاره نمود.